# Joop Portengen
Joop Portengen (3 december 1916 - 11 juli 1981) was een Nederlands schrijver en componist voor popmuziek, orkestarrangementen, film, revue en ballet. Er zijn meer dan honderd liedjes van hem op platen uitgebracht.

## Biografie
Portengen woonde in Haarlem. Hij leerde het schrijfvak tijdens een cursus harmonieleer bij de componist Karel Mengelberg en daarna door een studie compositie- en orkestratieleer.
Hij schreef voor revues (Snip en Snap), orkesten (The Skymasters), ballet- en dansmuziek (AVRO-orkest, geleid door Klaas van Beeck), filmmuziek (10.32 en Marche ou crève, beide uit 1966) en popmuziek voor talrijke Nederlandse artiesten. Enkele van zijn meer bekende nummers zijn Weer zingt de wind van Anneke Grönloh, Harlekino van Imca Marina, Over de horizon van Helen Shepherd, Glaasje op van Sjakie Schram en Ibiza van Samantha.
Hij vormde korte tijd een duo met John Möring als Mo en Po.